# Eaux printanières
Eaux printanières (Вешние воды) est un roman de l'écrivain russe Ivan Tourgueniev, paru en 1871.

## Résumé
Dimitri Sanine, un jeune noble russe vivant en Allemagne fait la connaissance d'une Italienne, Gemma Roselli, lorsqu'il visite Francfort. Ils tombent vite amoureux et décident de se marier. Un jour, Dimitri rencontre son ami d'enfance, Hippolyte. Celui-ci a épousé une femme belle et riche, Maria Nicolaïevna. Mais il la laisse libre d'avoir des liaisons avec d'autres hommes.  Il lui propose d'aller la voir afin de lui  vendre un bien immobilier pour lui premettre d'établir son mariage. Dimitri s'y rend et peu à peu, est "hypnotisé" par Maria Nicolaïevna qui le séduit. Avec son mari, elle a fait un pari: elle pense qu'elle réussira à séduire Dimitri, mais Hippolyte prétend qu'elle n'y parviendra pas, car Dimitri est fou amoureux de Gemma. Un jour, Maria Nicolaïevna et Dimitri se promènent dans un bois. L'auteur sous-entend qu'ils ont fait l'amour, car en rentrant, Maria Nicolaïevna dit à son mari: « Tu as perdu ». Maria Nicolaïevna doit partir pour Paris et Dimitri, amoureux d'elle, écrit une lettre à Gemma lui disant qu'il ne reviendra pas et lui dit la vérité. Dimitri devient comme esclave de Maria Nicolaïevna, aveuglé par sa beauté artificielle. 
Trente ans plus tard, Dimitri envoie une lettre à Gemma, car il a retrouvé son adresse, grâce à un ami. On apprend qu'elle est partie vivre aux États-Unis et s'y est mariée. 

## Analyse
Eaux printanières est un roman d'analyse psychologique sur l'immaturité affective. L'amour de Dimitri pour Gemma est pur, passionné, désintéressé; celui pour Maria Nicolaïevna n'est qu'un coup de foudre. Trente ans plus tard, Dimitri ne comprend plus son attitude de jeune homme. Gemma a fait sa vie et est pour lui perdue pour toujours. 

## Éditions françaises
- Les Eaux printanières, traduit par Émile Durand-Gréville, 1873.
- Eaux printanières, traduit par Michel Delines, Paris, Flammarion, 1895
- Les Eaux printanières (suivi de : Le gentilhomme de la steppe), Collection Nelson, 1922
- Eaux printanières, traduit par Rostilav Hofmann, Paris, Corréa, 1947
- Eaux printanières, traduit par Édith Scherrer, Paris, Gallimard, « Bibliothèque de la Pléiade », 1986

## Adaptation cinématographique
- 1989 : Les Eaux printanières (Torrents of Spring), film franco-italo-britannique de Jerzy Skolimowski, avec Timothy Hutton, Nastassja Kinski et Valeria Golino.